# Festuca amplissima
Festuca amplissima är en gräsart som beskrevs av Franz Josef Ivanovich Ruprecht och Henri Guillaume Galeotti. Festuca amplissima ingår i släktet svinglar, och familjen gräs. Inga underarter finns listade i Catalogue of Life.